# Lepthyphantes obtusicornis
Lepthyphantes obtusicornis este o specie de păianjeni din genul Lepthyphantes, familia Linyphiidae, descrisă de Bosmans, 1979.
Este endemică în Kenya. Conform Catalogue of Life specia Lepthyphantes obtusicornis nu are subspecii cunoscute.